# Puchar Świata w skokach narciarskich w Rælingen
Zawody Pucharu Świata w skokach narciarskich w Rælingen zostały po raz pierwszy (i jak do tej pory jedyny) rozegrane zostały w sezonie 1986/87. Konkurs na skoczni Marikollen odbył się w 20 marca 1987 roku. Zwycięzcą został Norweg Vegard Opaas, triumfator całego cyklu PŚ.

## Medaliści konkursów PŚ w Rælingen
| Lp | Data          | Skocznia   | K   | Uwagi | 1. miejsce | 2. miejsce | 3. miejsce |
| -- | ------------- | ---------- | --- | ----- | ---------- | ---------- | ---------- |
| 1. | 20 marca 1987 | Marikollen | K85 | -     | V.Opaas    | H.Stjernen | E.Vettori  |

## Szczegółowe wyniki zawodów

### PŚ 1986/1987 (20 marca 1987)
Zawodnicy, którzy zdobyli punkty
| Miejsce | Zawodnik             | Punkty PŚ |
| ------- | -------------------- | --------- |
| 1       | Vegard Opaas         | 25        |
| 2       | Hroar Stjernen       | 20        |
| 3       | Ernst Vettori        | 15        |
| 4       | Matti Nykänen        | 12        |
| 5       | Jiří Parma           | 11        |
| 6       | Ari-Pekka Nikkola    | 10        |
| 7       | Ole Gunnar Fidjestøl | 9         |
| 8       | Andreas Felder       | 8         |
| 9       | Miran Tepeš          | 7         |
| 10      | Trond Jøran Pedersen | 6         |
| 11      | Andreas Bauer        | 5         |
| 12      | Steinar Bråten       | 4         |
| 13      | Tuomo Ylipulli       | 3         |
| 14      | Masaru Nagaoka       | 2         |
| 15      | Pekka Suorsa         | 1         |